# Инфаркт

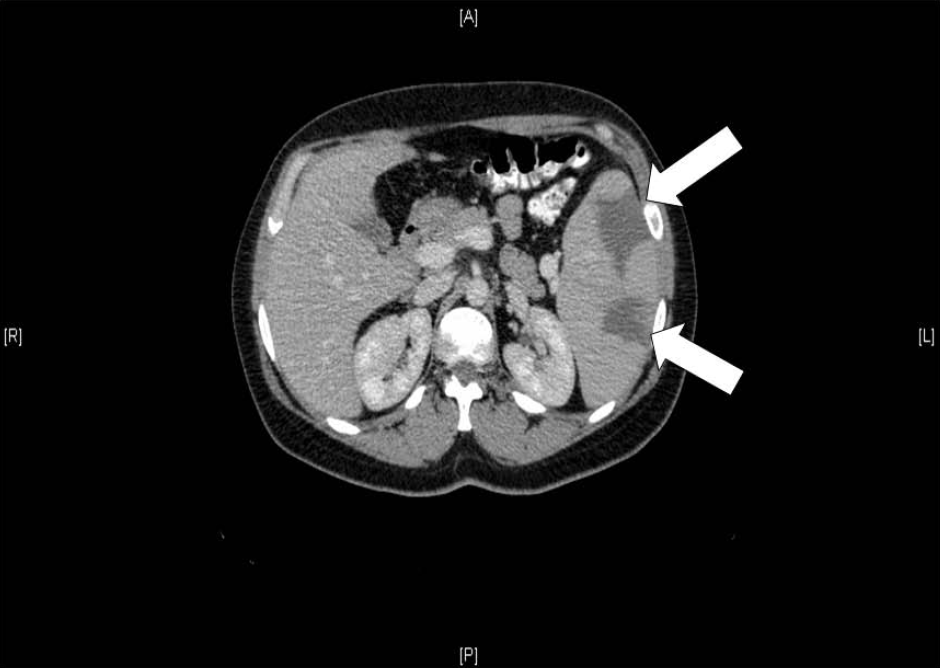
Компьютерная томограмма, демонстрирующая инфаркты селезёнки и печени (белые стрелки)

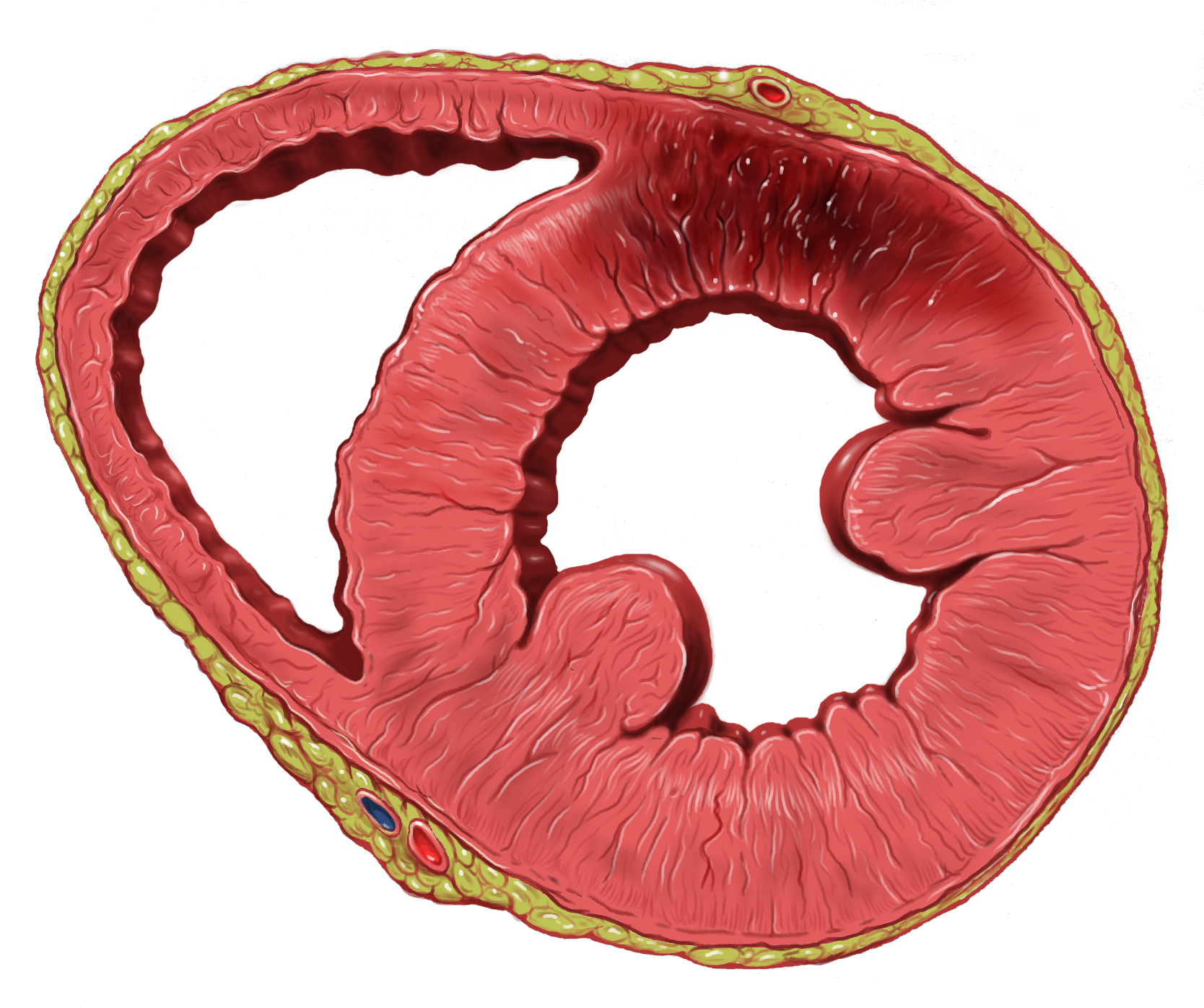
Инфаркт передней стенки левого желудочка сердца

Инфа́ркт (лат. infarcire — начинять, набивать) — омертвление (некроз) органа или ткани вследствие острого недостатка кровоснабжения. Причины инфаркта: тромбоз, эмболия, длительный спазм артерий и функциональное перенапряжение органа в условиях гипоксии.

## Симптомы
Симптомами инфаркта могут быть: боль или неприятные ощущения в середине грудной клетки, а также в руках, левом плече, локтях, челюсти или спине.
В некоторых случаях, например, при инфаркте миокарда боли может не быть.

## Причины и риски возникновения
Непосредственной причиной развития инфаркта является препятствие кровотоку, это может быть: тромбоз, эмболия, длительный спазм артерий и функциональное перенапряжение органа в условиях гипоксии.
При частичном закрытии просвета сосуда причиной инфаркта является несоответствие питания нагруженного органа и кровоснабжение его части. Также несоответствие может наблюдаться при гипертонии, болезнях и пороках сердца, вызывается потерей у сосудов эластичности, способности к адаптации и расширению.
Факторы риска для некоторых видов: 
- употребление табака;
- нездоровое питание;
- ожирение;
- малая физическая активность;
- употребление алкоголя;
- ишемия, вызванная тромбозом или механическим сдавливанием;
- гиперлипидемия;
- диабет повышает риск в 2-3 раза[7];
- осложнения при гипертонии могут привести к инфаркту[8];
- употребление загрязнённой мышьяком воды[9].

## Виды
Виды инфаркта по форме:
- Клиновидная форма. Специфична для селезёнки, почки, лёгкого.
- Неправильной формы. Встречается в сердце, и головном мозге (ишемический инсульт, инфаркт таламуса).

По цвету:
- Белый — встречается в селезёнке и головном мозге.
- Белый с геморрагическим венчиком — в сердце и почках.
- Красного цвета, пропитанный кровью — в лёгком на фоне хронического венозного полнокровия.

## Последствия
В худшем случае возможна смерть. Гнойное расплавление может также привести к распространению инфекций и сепсиса. Благоприятными исходами инфаркта считаются рубцевание, замена повреждённых тканей соединительной. Возможно образование вокруг некротических тканей капсулы, содержимое может пропитываться солями кальция или окостенеть. В головном мозге при небольших размерах некроза образуется рубчик или киста. Вследствие инфаркта повреждённый орган может частично или полностью утрачивать функциональность.